# 姬金线鱼
姬金线鱼（学名：Nemipterus zysron）为金线鱼科金线鱼属的鱼类。分布于台湾恒春等。该物种的模式产地在印度尼西亚。